# 1995 en els vols espacials
Aquest article és una llista d'esdeveniments de vols espacials relacionats que es van produir el 1995.

## Llançaments
| Data i hora (UTC)    | Coet | Coet                                            | Plataforma de llançament                   | Plataforma de llançament                   | LSP                                                    | LSP                                                    |
| -------------------- | --- | ----------------------------------------------- | ------------------------------------------ | ------------------------------------------ | ------------------------------------------------------ | ------------------------------------------------------ |
| Data i hora (UTC)    | Càrrega útil | Operador                                        | Òrbita                                     | Funció                                     | Deteriorament (UTC)                                    | Resultat                                               |
| Data i hora (UTC)    | Comentaris |                                                 |                                            |                                            |                                                        |                                                        |
| Gener                | |                                                 |                                            |                                            |                                                        |                                                        |
| 10 de gener 06:18    | Estats Units - Atlas IIAS | Estats Units - Atlas IIAS                       | Estats Units - Cape Canaveral LC-36B       | Estats Units - Cape Canaveral LC-36B       | Estats Units Rússia - International Launch Services    | Estats Units Rússia - International Launch Services    |
| 10 de gener 06:18    | Nacions Unides - Intelsat 704 | Intelsat                                        | Geosíncrona                                | Comunicacions                              | En òrbita                                              | Operacional                                            |
| 15 de gener 13:45    | Japó - Mu-3SII | Japó - Mu-3SII                                  | Japó - Uchinoura                           | Japó - Uchinoura                           | Japó - ISAS                                            | Japó - ISAS                                            |
| 15 de gener 13:45    | Japó - Express 1 | ISAS                                            | Terrestre Baixa                            | Investigació de materials                  | 15 de gener                                            | Error                                                  |
| 15 de gener 13:45    | Vol final del Mu-3SII Es va patir un malfuncionament del control de la 2a etapa, va decaure de l'òrbita poc després del llançament sobre Ghana; Es va intentar recuperar la nau espacial                                          |                                                 |                                            |                                            |                                                        |                                                        |
| 19 de gener          | Estats Units - UGM-133 Trident II | Estats Units - UGM-133 Trident II               | Estats Units - Submarí, Eastern Range      | Estats Units - Submarí, Eastern Range      | Estats Units - Marina dels Estats Units d'Amèrica      | Estats Units - Marina dels Estats Units d'Amèrica      |
| 19 de gener          | | Marina dels Estats Units d'Amèrica              | Suborbital                                 | Prova de míssils                           | 19 de gener                                            | Reeixit                                                |
| 19 de gener          | Estats Units - UGM-133 Trident II | Estats Units - UGM-133 Trident II               | Estats Units - Submarí, Eastern Range      | Estats Units - Submarí, Eastern Range      | Estats Units - Marina dels Estats Units d'Amèrica      | Estats Units - Marina dels Estats Units d'Amèrica      |
| 19 de gener          | | Marina dels Estats Units d'Amèrica              | Suborbital                                 | Prova de míssils                           | 19 de gener                                            | Reeixit                                                |
| 19 de gener 20:01    | Estats Units - LGM-118 Peacekeeper | Estats Units - LGM-118 Peacekeeper              | Estats Units - Vandenberg LF-02            | Estats Units - Vandenberg LF-02            | Estats Units - Força Aèria dels Estats Units d'Amèrica | Estats Units - Força Aèria dels Estats Units d'Amèrica |
| 19 de gener 20:01    | | Força Aèria dels Estats Units d'Amèrica         | Suborbital                                 | Prova de míssils                           | 19 de gener                                            | Reeixit                                                |
| 23 de gener 12:30    | Japó - S-520 | Japó - S-520                                    | Japó - Uchinoura LA-K                      | Japó - Uchinoura LA-K                      | Japó - ISAS                                            | Japó - ISAS                                            |
| 23 de gener 12:30    | | ISAS                                            | Suborbital                                 | Astronomia d'infraroigs                    | 23 de gener                                            | Reeixit                                                |
| 24 de gener 03:54    | Rússia - Kosmos-3M | Rússia - Kosmos-3M                              | Rússia - Plesetsk Site 132/1               | Rússia - Plesetsk Site 132/1               | Rússia                                                 | Rússia                                                 |
| 24 de gener 03:54    | Rússia - Tsikada | MO RF                                           | Terrestre Baixa (Polar)                    | Navegació                                  | En òrbita                                              | Operacional                                            |
| 24 de gener 03:54    | Suècia - Astrid | SSC                                             | Terrestre Baixa (Polar)                    | Investigació d'aurores                     | 27 de setembre                                         | Reeixit                                                |
| 24 de gener 03:54    | Estats Units - FAISAT | FAI                                             | Terrestre Baixa (Polar)                    | Comunicacions                              | En òrbita                                              | Operacional                                            |
| 25 de gener 03:54    | Canadà - Black Brant XII | Canadà - Black Brant XII                        | Noruega - Andøya                           | Noruega - Andøya                           | Estats Units - NASA                                    | Estats Units - NASA                                    |
| 25 de gener 03:54    | Estats Units - SCIFER | NASA                                            | Suborbital                                 | Investigació de la ionosfera               | 25 de gener                                            | Reeixit                                                |
| 25 de gener 22:40    | Xina - Llarga Marxa 2E | Xina - Llarga Marxa 2E                          | Xina - Xichang LC-2                        | Xina - Xichang LC-2                        | Xina - CASC                                            | Xina - CASC                                            |
| 25 de gener 22:40    | Xina - Apstar 2 | APT                                             | Destinat: Geosíncrona                      | Comunicacions                              | 25 de gener                                            | Error de llançament                                    |
| 25 de gener 22:40    | El cisallament del vent va causar l'ensorrament de la càrrega útil i un error de guia va causar l'explosió del vehicle llançador; 20-120 víctimes en terra                                                                        |                                                 |                                            |                                            |                                                        |                                                        |
| 28 de gener 16:00    | Japó - S-520 | Japó - S-520                                    | Japó - Uchinoura LA-K                      | Japó - Uchinoura LA-K                      | Japó - ISAS                                            | Japó - ISAS                                            |
| 28 de gener 16:00    | | ISAS                                            | Suborbital                                 | Astronomia ultraviolada                    | 28 de gener                                            | Reeixit                                                |
| 29 de gener 06:18    | Estats Units - Atlas II | Estats Units - Atlas II                         | Estats Units - Cape Canaveral LC-36A       | Estats Units - Cape Canaveral LC-36A       | Estats Units                                           | Estats Units                                           |
| 29 de gener 06:18    | Estats Units - USA-108 (UHF F/O F4) | Marina dels Estats Units d'Amèrica              | Geosíncrona                                | Comunicacions                              | En òrbita                                              | Operacional                                            |
| Febrer               | |                                                 |                                            |                                            |                                                        |                                                        |
| 1 de febrer          | Estats Units - LGM-30G Minuteman III | Estats Units - LGM-30G Minuteman III            | Estats Units - Vandenberg LF-09            | Estats Units - Vandenberg LF-09            | Estats Units - Força Aèria dels Estats Units d'Amèrica | Estats Units - Força Aèria dels Estats Units d'Amèrica |
| 1 de febrer          | Estats Units - GT-156GM | Força Aèria dels Estats Units d'Amèrica         | Suborbital                                 | Prova de míssils                           | 1 de febrer                                            | Reeixit                                                |
| 2 de febrer 15:27    | Canadà - Black Brant VIIIC | Canadà - Black Brant VIIIC                      | Estats Units - Poker Flat                  | Estats Units - Poker Flat                  | Estats Units - NASA                                    | Estats Units - NASA                                    |
| 2 de febrer 15:27    | | NASA                                            | Suborbital                                 | Investigació de la ionosfera               | 2 de febrer                                            | Reeixit                                                |
| 2 de febrer 15:51    | Estats Units - Nike Tomahawk | Estats Units - Nike Tomahawk                    | Estats Units - Poker Flat                  | Estats Units - Poker Flat                  | Estats Units - NASA                                    | Estats Units - NASA                                    |
| 2 de febrer 15:51    | | NASA                                            | Suborbital                                 | Investigació de la ionosfera               | 2 de febrer                                            | Reeixit                                                |
| 3 de febrer 05:22    | Estats Units - Transbordador espacial Discovery | Estats Units - Transbordador espacial Discovery | Estats Units - Kennedy LC-39B              | Estats Units - Kennedy LC-39B              | Estats Units - United Space Alliance                   | Estats Units - United Space Alliance                   |
| 3 de febrer 05:22    | Estats Units - STS-63 | NASA                                            | Terrestre baixa (Mir)                      | Vol Shuttle-Mir                            | 11 de febrer 11:51                                     | Reeixit                                                |
| 3 de febrer 05:22    | Estats Units - SpaceHab LSM | NASA/SpaceHab                                   | Terrestre Baixa (Discovery)                | Investigació científica                    | 11 de febrer 11:51                                     | Reeixit                                                |
| 3 de febrer 05:22    | Estats Units - SPARTAN 204 | NRL                                             | Terrestre Baixa                            | Astronomia ultraviolada                    | 11 de febrer 11:51                                     | Reeixit                                                |
| 3 de febrer 05:22    | Estats Units - ODERACS 2A | NASA                                            | Terrestre Baixa                            | Calibratge de làser                        | 9 de març 1996                                         | Reeixit                                                |
| 3 de febrer 05:22    | Estats Units - ODERACS 2B | NASA                                            | Terrestre Baixa                            | Calibratge de làser                        | 28 d'agost                                             | Reeixit                                                |
| 3 de febrer 05:22    | Estats Units - ODERACS 2C | NASA                                            | Terrestre Baixa                            | Calibratge de làser                        | 7 de febrer 1996                                       | Reeixit                                                |
| 3 de febrer 05:22    | Estats Units - ODERACS 2D | NASA                                            | Terrestre Baixa                            | Calibratge de làser                        | 2 de març                                              | Reeixit                                                |
| 3 de febrer 05:22    | Estats Units - ODERACS 2E | NASA                                            | Terrestre Baixa                            | Calibratge de làser                        | 27 de febrer                                           | Reeixit                                                |
| 3 de febrer 05:22    | Estats Units - ODERACS 2F | NASA                                            | Terrestre Baixa                            | Calibratge de làser                        | 20 de febrer                                           | Reeixit                                                |
| 3 de febrer 05:22    | Vol orbital tripulat amb sis astronautes; Primer vol del Shuttle-Mir (encontre només, sense acoblament) L'ODERACS va ser desplegat el 4 de febrer                                                                                 |                                                 |                                            |                                            |                                                        |                                                        |
| 7 de febrer          | Estats Units - Storm | Estats Units - Storm                            | Estats Units - White Sands                 | Estats Units - White Sands                 | Estats Units - Força Aèria dels Estats Units d'Amèrica | Estats Units - Força Aèria dels Estats Units d'Amèrica |
| 7 de febrer          | Estats Units - BTTV-6 | Força Aèria dels Estats Units d'Amèrica         | Suborbital                                 | Objectiu                                   | 7 de febrer                                            | Reeixit                                                |
| 12 de febrer         | Estats Units - Aries | Estats Units - Aries                            | Estats Units - Wallops Island              | Estats Units - Wallops Island              | Estats Units - BMDO                                    | Estats Units - BMDO                                    |
| 12 de febrer         | Estats Units - LEAP | BMDO                                            | Suborbital                                 | Objectiu                                   | 7 de febrer                                            | Reeixit                                                |
| 14 de febrer         | França - M4 | França - M4                                     | França - Centre d'Essais des Landes        | França - Centre d'Essais des Landes        | França                                                 | França                                                 |
| 14 de febrer         | |                                                 | Suborbital                                 | Prova de míssils                           | 14 de febrer                                           | Reeixit                                                |
| 15 de febrer 16:48   | Rússia - Soiuz-U | Rússia - Soiuz-U                                | Kazakhstan - Baikonur Site 1/5             | Kazakhstan - Baikonur Site 1/5             | Rússia - Roskosmos                                     | Rússia - Roskosmos                                     |
| 15 de febrer 16:48   | Rússia - Progress M-26 | Roskosmos                                       | Terrestre Baixa (Mir)                      | Logística                                  | 15 de març 06:15                                       | Reeixit                                                |
| 16 de febrer 17:39   | Rússia - Soiuz-U | Rússia - Soiuz-U                                | Rússia - Plesetsk Site 43/4                | Rússia - Plesetsk Site 43/4                | Rússia - Roskosmos                                     | Rússia - Roskosmos                                     |
| 16 de febrer 17:39   | Rússia - Foton 10 | Roskosmos                                       | Terrestre Baixa                            | Investigació de microgravetat              | 3 de març                                              | Reeixit                                                |
| 24 de febrer 10:21   | Canadà - Black Brant XII | Canadà - Black Brant XII                        | Estats Units - Poker Flat                  | Estats Units - Poker Flat                  | Estats Units - NASA                                    | Estats Units - NASA                                    |
| 24 de febrer 10:21   | Estats Units - AMICIST | NASA                                            | Suborbital                                 | Investigació en aurores                    | 24 de febrer                                           | Reeixit                                                |
| Març                 | |                                                 |                                            |                                            |                                                        |                                                        |
| 2 de març 06:38      | Estats Units - Transbordador espacial Endeavour | Estats Units - Transbordador espacial Endeavour | Estats Units - Kennedy LC-39A              | Estats Units - Kennedy LC-39A              | Estats Units - United Space Alliance                   | Estats Units - United Space Alliance                   |
| 2 de març 06:38      | Estats Units - STS-67 | NASA                                            | Terrestre Baixa                            | Astronomia                                 | 18 de març 21:48                                       | Reeixit                                                |
| 2 de març 06:38      | Estats Units - Spacelab Pallets and Igloo | NASA                                            | Terrestre Baixa (Endeavour)                | ASTRO-2                                    | 18 de març 21:48                                       | Reeixit                                                |
| 2 de març 06:38      | Estats Units - EDO Pallet | NASA                                            | Terrestre Baixa (Endeavour)                | Missió d'extensió de la paleta criogènica  | 18 de març 21:48                                       | Reeixit                                                |
| 2 de març 06:38      | Vol orbital tripulat amb set astronautes |                                                 |                                            |                                            |                                                        |                                                        |
| 2 de març 13:00      | Rússia - Kosmos-3M | Rússia - Kosmos-3M                              | Rússia - Plesetsk Site 132/1               | Rússia - Plesetsk Site 132/1               | Rússia                                                 | Rússia                                                 |
| 2 de març 13:00      | Rússia - Kosmos 2306 (Rhomb) | MO RF                                           | Terrestre Baixa                            | Calibratge de làser                        | 30 d'octubre 2000                                      | Reeixit                                                |
| 4 de març            | Estats Units - Aries | Estats Units - Aries                            | Estats Units - Wallops Island              | Estats Units - Wallops Island              | Estats Units - BMDO                                    | Estats Units - BMDO                                    |
| 4 de març            | Estats Units - LEAP | BMDO                                            | Suborbital                                 | Objectiu                                   | 4 de març                                              | Reeixit                                                |
| 6 de març            | Estats Units - UGM-96 Trident I | Estats Units - UGM-96 Trident I                 | Estats Units - Submarí, Eastern Range      | Estats Units - Submarí, Eastern Range      | Estats Units - Marina dels Estats Units d'Amèrica      | Estats Units - Marina dels Estats Units d'Amèrica      |
| 6 de març            | | Marina dels Estats Units d'Amèrica              | Suborbital                                 | Prova de míssils                           | 6 de març                                              | Reeixit                                                |
| 6 de març            | Estats Units - UGM-96 Trident I | Estats Units - UGM-96 Trident I                 | Estats Units - Submarí, Eastern Range      | Estats Units - Submarí, Eastern Range      | Estats Units - Marina dels Estats Units d'Amèrica      | Estats Units - Marina dels Estats Units d'Amèrica      |
| 6 de març            | | Marina dels Estats Units d'Amèrica              | Suborbital                                 | Prova de míssils                           | 6 de març                                              | Reeixit                                                |
| 6 de març            | Estats Units - UGM-96 Trident I | Estats Units - UGM-96 Trident I                 | Estats Units - Submarí, Eastern Range      | Estats Units - Submarí, Eastern Range      | Estats Units - Marina dels Estats Units d'Amèrica      | Estats Units - Marina dels Estats Units d'Amèrica      |
| 6 de març            | | Marina dels Estats Units d'Amèrica              | Suborbital                                 | Prova de míssils                           | 6 de març                                              | Reeixit                                                |
| 7 de març 09:23      | Rússia - Proton-K/DM-2 | Rússia - Proton-K/DM-2                          | Kazakhstan - Baikonur Site 200/39          | Kazakhstan - Baikonur Site 200/39          | Rússia                                                 | Rússia                                                 |
| 7 de març 09:23      | Rússia - Kosmos 2307 (GLONASS) | MOM                                             | Terrestre Mitjana                          | Navegació                                  | En òrbita                                              | Reeixit                                                |
| 7 de març 09:23      | Rússia - Kosmos 2308 (GLONASS) | MOM                                             | Terrestre Mitjana                          | Navegació                                  | En òrbita                                              | Reeixit                                                |
| 7 de març 09:23      | Rússia - Kosmos 2309 (GLONASS) | MOM                                             | Terrestre Mitjana                          | Navegació                                  | En òrbita                                              | Reeixit                                                |
| 14 de març           | Estats Units - UGM-96 Trident I | Estats Units - UGM-96 Trident I                 | Estats Units - Submarí, Eastern Range      | Estats Units - Submarí, Eastern Range      | Estats Units - Marina dels Estats Units d'Amèrica      | Estats Units - Marina dels Estats Units d'Amèrica      |
| 14 de març           | | Marina dels Estats Units d'Amèrica              | Suborbital                                 | Prova de míssils                           | 14 de març                                             | Reeixit                                                |
| 14 de març           | Estats Units - UGM-96 Trident I | Estats Units - UGM-96 Trident I                 | Estats Units - Submarí, Eastern Range      | Estats Units - Submarí, Eastern Range      | Estats Units - Marina dels Estats Units d'Amèrica      | Estats Units - Marina dels Estats Units d'Amèrica      |
| 14 de març           | | Marina dels Estats Units d'Amèrica              | Suborbital                                 | Prova de míssils                           | 14 de març                                             | Reeixit                                                |
| 14 de març 06:11     | Rússia - Soiuz-U2 | Rússia - Soiuz-U2                               | Kazakhstan - Baikonur Site 1/5             | Kazakhstan - Baikonur Site 1/5             | Rússia - Roskosmos                                     | Rússia - Roskosmos                                     |
| 14 de març 06:11     | Rússia - Soiuz TM-21 | Roskosmos                                       | Terrestre Baixa (Mir)                      | Mir EO-18                                  | 11 de setembre 06:52                                   | Reeixit                                                |
| 14 de març 06:11     | Vol orbital tripulat amb tres cosmonautes incloent el primer americà en volar en un coet rus |                                                 |                                            |                                            |                                                        |                                                        |
| 15 de març 20:21     | Estats Units - Nike Orion | Estats Units - Nike Orion                       | Estats Units - Wallops Island              | Estats Units - Wallops Island              | Estats Units - NASA                                    | Estats Units - NASA                                    |
| 15 de març 20:21     | | NASA                                            | Suborbital                                 | Prova de coets                             | 15 de març                                             | Reeixit                                                |
| 17 de març           | Estats Units - LGM-30G Minuteman III | Estats Units - LGM-30G Minuteman III            | Estats Units - Vandenberg LF-09            | Estats Units - Vandenberg LF-09            | Estats Units - Força Aèria dels Estats Units d'Amèrica | Estats Units - Força Aèria dels Estats Units d'Amèrica |
| 17 de març           | Estats Units - GT-159GM | Força Aèria dels Estats Units d'Amèrica         | Suborbital                                 | Prova de míssils                           | 17 de març                                             | Reeixit                                                |
| 18 de març 08:01     | Japó - H-II | Japó - H-II                                     | Japó - Tanegashima LA-Y1                   | Japó - Tanegashima LA-Y1                   | Japó - MHIPlantilla:Request quotation                  | Japó - MHIPlantilla:Request quotation                  |
| 18 de març 08:01     | Japó - Space Flyer Unit | NASDA                                           | Terrestre Baixa                            | Investigació de materials                  | 20 de gener 1996 07:42                                 | Reeixit                                                |
| 18 de març 08:01     | Japó - Himawari 5 | NASDA                                           | Terrestre Baixa                            | Satèl·lit meteorològic                     | En òrbita                                              | Operacional                                            |
| 18 de març 08:01     | Es va recuperar el Space Flyer Unit pel Transbordador Espacial Endeavour durant el STS-72 el gener de 1996 |                                                 |                                            |                                            |                                                        |                                                        |
| 19 de març 15:00     | Estats Units - Nike Orion | Estats Units - Nike Orion                       | Estats Units - White Sands                 | Estats Units - White Sands                 | Estats Units - NASA                                    | Estats Units - NASA                                    |
| 19 de març 15:00     | Estats Units - CWAS-37 | NASA                                            | Suborbital                                 | Aeronomia                                  | 19 de març                                             | Reeixit                                                |
| 21 de març 19:11     | Canadà - Black Brant IX | Canadà - Black Brant IX                         | Estats Units - White Sands LC-36           | Estats Units - White Sands LC-36           | Estats Units - NASA                                    | Estats Units - NASA                                    |
| 21 de març 19:11     | Estats Units - PIMS | NASA                                            | Suborbital                                 | Investigació de la ionosfera               | 21 de març                                             | Reeixit                                                |
| 22 de març 04:09     | Rússia - Kosmos-3M | Rússia - Kosmos-3M                              | Rússia - Plesetsk Site 132/1               | Rússia - Plesetsk Site 132/1               | Rússia                                                 | Rússia                                                 |
| 22 de març 04:09     | Rússia - Kosmos 2310 (Parus) | MO RF                                           | Terrestre Baixa                            | Navegació                                  | En òrbita                                              | Operacional                                            |
| 22 de març 06:18     | Estats Units - Atlas IIAS | Estats Units - Atlas IIAS                       | Estats Units - Cape Canaveral LC-36B       | Estats Units - Cape Canaveral LC-36B       | Estats Units - Rússia - International Launch Services  | Estats Units - Rússia - International Launch Services  |
| 22 de març 06:18     | Nacions Unides - Intelsat 705 | Intelsat                                        | Geosíncrona                                | Comunicacions                              | En òrbita                                              | Operacional                                            |
| 22 de març 16:44     | Rússia - Soiuz-U | Rússia - Soiuz-U                                | Rússia - Plesetsk Site 43/3                | Rússia - Plesetsk Site 43/3                | Rússia                                                 | Rússia                                                 |
| 22 de març 16:44     | Rússia - Kosmos 2311 (Yantar) | MOM                                             | Terrestre Baixa                            | Reconeixement                              | 31 de maig                                             | Reeixit                                                |
| 24 de març 14:05     | Estats Units - Atlas E | Estats Units - Atlas E                          | Estats Units - Vandenberg SLC-3W           | Estats Units - Vandenberg SLC-3W           | Estats Units                                           | Estats Units                                           |
| 24 de març 14:05     | Estats Units - USA-109 (DMSP 5D2 F15) | Força Aèria dels Estats Units d'Amèrica/NOAA    | Heliosíncrona                              | Meteorologia                               | En òrbita                                              | Reeixit                                                |
| 24 de març 14:05     | Vol final del Atlas E i en configuració etapa 1,5 per orbitar del coet Atlas |                                                 |                                            |                                            |                                                        |                                                        |
| 25 de març 08:55     | Canadà - Black Brant XCM1 | Canadà - Black Brant XCM1                       | Estats Units - Poker Flat                  | Estats Units - Poker Flat                  | Estats Units - NASA                                    | Estats Units - NASA                                    |
| 25 de març 08:55     | | NASA                                            | Suborbital                                 | Investigació de la ionosfera               | 25 de març                                             | Reeixit                                                |
| 27 de març 15:40     | Estats Units - Nike Orion | Estats Units - Nike Orion                       | Estats Units - White Sands                 | Estats Units - White Sands                 | Estats Units - NASA                                    | Estats Units - NASA                                    |
| 27 de març 15:40     | Estats Units - CWAS-38 | NASA                                            | Suborbital                                 | Astronomia                                 | 27 de març                                             | Reeixit                                                |
| 28 de març           | Estats Units - Aries | Estats Units - Aries                            | Estats Units - Wallops Island              | Estats Units - Wallops Island              | Estats Units - BMDO                                    | Estats Units - BMDO                                    |
| 28 de març           | Estats Units - LEAP | BMDO                                            | Suborbital                                 | Objectiu                                   | 28 de març                                             | Reeixit                                                |
| 28 de març 10:00     | Rússia - Start | Rússia - Start                                  | Rússia - Plesetsk Site 158                 | Rússia - Plesetsk Site 158                 | Rússia - RVSN                                          | Rússia - RVSN                                          |
| 28 de març 10:00     | Israel - Gurwin 1 | IAI                                             | Destinat: Terrestre Baixa                  | Desenvolupament de tecnologia              | 28 de març                                             | Error de llançament                                    |
| 28 de març 10:00     | Rússia - EKV |                                                 | Destinat: Terrestre Baixa                  | Desenvolupament de tecnologia              | 28 de març                                             | Error de llançament                                    |
| 28 de març 10:00     | Mèxic - Oscar 29 | UNAM/AMSAT                                      | Destinat: Terrestre Baixa                  | Comunicacions                              | 28 de març                                             | Error de llançament                                    |
| 28 de març 10:00     | Va fallar en orbitar, va caure sobre el Mar d'Okhotsk |                                                 |                                            |                                            |                                                        |                                                        |
| 28 de març 23:14     | Europa - Ariane 4 (44LP) | Europa - Ariane 4 (44LP)                        | França - Kourou ELA-2                      | França - Kourou ELA-2                      | França - Arianespace                                   | França - Arianespace                                   |
| 28 de març 23:14     | Brasil - Brasilsat B2 | Telebrás                                        | Geosíncrona                                | Comunicacions                              | En òrbita                                              | Reeixit                                                |
| 28 de març 23:14     | França - Hot Bird 1 | Eutelsat                                        | Geosíncrona                                | Comunicacions                              | En òrbita                                              | Reeixit                                                |
| Abril                | |                                                 |                                            |                                            |                                                        |                                                        |
| 1 d'abril 09:33      | Canadà - Black Brant IX | Canadà - Black Brant IX                         | Estats Units - Poker Flat                  | Estats Units - Poker Flat                  | Estats Units - NASA                                    | Estats Units - NASA                                    |
| 1 d'abril 09:33      | | NASA                                            | Suborbital                                 | Aeronomia                                  | 1 d'abril                                              | Reeixit                                                |
| 3 d'abril 13:48      | Estats Units - Pegasus-H | Estats Units - Pegasus-H                        | Estats Units - Stargazer, Vandenberg       | Estats Units - Stargazer, Vandenberg       | Estats Units - Orbital Sciences                        | Estats Units - Orbital Sciences                        |
| 3 d'abril 13:48      | Estats Units - Orbcomm F1 | Orbcomm                                         | Terrestre Baixa                            | Comunicacions                              | En òrbita                                              | Reeixit                                                |
| 3 d'abril 13:48      | Estats Units - Orbcomm F2 | Orbcomm                                         | Terrestre Baixa                            | Comunicacions                              | En òrbita                                              | Reeixit                                                |
| 3 d'abril 13:48      | Estats Units - Orbview 1 | Orbimage                                        | Terrestre Baixa                            | Observació de la Terra                     | En òrbita                                              | Reeixit                                                |
| 5 d'abril 11:16      | Israel - Shavit-1 | Israel - Shavit-1                               | Israel - Palmachim                         | Israel - Palmachim                         | Israel - IAI                                           | Israel - IAI                                           |
| 5 d'abril 11:16      | Israel - Ofeq-3 | IAI                                             | Terrestre Baixa (retrògrada)               | Reconeixement                              | 24 d'octubre 2000                                      | Reeixit                                                |
| 7 d'abril 21:47      | Estats Units - Atlas IIAS | Estats Units - Atlas IIAS                       | Estats Units - Cape Canaveral LC-36A       | Estats Units - Cape Canaveral LC-36A       | Estats Units Rússia - International Launch Services    | Estats Units Rússia - International Launch Services    |
| 7 d'abril 21:47      | Estats Units - AMSC-1 | AMSC                                            | Geosíncrona                                | Comunicacions                              | En òrbita                                              | Operacional                                            |
| 9 d'abril            | Estats Units - UGM-133 Trident II | Estats Units - UGM-133 Trident II               | Estats Units - Submarí, Eastern Range      | Estats Units - Submarí, Eastern Range      | Estats Units - Marina dels Estats Units d'Amèrica      | Estats Units - Marina dels Estats Units d'Amèrica      |
| 9 d'abril            | | Marina dels Estats Units d'Amèrica              | Suborbital                                 | Prova de míssils                           | 9 d'abril                                              | Reeixit                                                |
| 9 d'abril            | Estats Units - UGM-133 Trident II | Estats Units - UGM-133 Trident II               | Estats Units - Submarí, Eastern Range      | Estats Units - Submarí, Eastern Range      | Estats Units - Marina dels Estats Units d'Amèrica      | Estats Units - Marina dels Estats Units d'Amèrica      |
| 9 d'abril            | | Marina dels Estats Units d'Amèrica              | Suborbital                                 | Prova de míssils                           | 9 d'abril                                              | Reeixit                                                |
| 9 d'abril 19:34      | Rússia - Soiuz-U | Rússia - Soiuz-U                                | Kazakhstan - Baikonur Site 1/5             | Kazakhstan - Baikonur Site 1/5             | Rússia - Roskosmos                                     | Rússia - Roskosmos                                     |
| 9 d'abril 19:34      | Rússia - Progress M-27 | Roskosmos                                       | Terrestre Baixa (Mir)                      | Logística                                  | 23 de maig 03:27                                       | Reeixit                                                |
| 9 d'abril 19:34      | Alemanya - GFZ |                                                 | Terrestre Baixa                            | Calibratge de làser                        | 23 de juny 1999                                        | Reeixit                                                |
| 9 d'abril 19:34      | El GFZ va ser desplegat des del Mir el 19 d'abril |                                                 |                                            |                                            |                                                        |                                                        |
| 14 d'abril 11:30     | Rússia - RT-2PM Topol | Rússia - RT-2PM Topol                           | Rússia - Plesetsk Site 158                 | Rússia - Plesetsk Site 158                 | Rússia - RVSN                                          | Rússia - RVSN                                          |
| 14 d'abril 11:30     | | RVSN                                            | Suborbital                                 | Prova de míssils                           | 14 d'abril                                             | Reeixit                                                |
| 15 d'abril 10:07     | Canadà - Black Brant IX | Canadà - Black Brant IX                         | Estats Units - White Sands LC-36           | Estats Units - White Sands LC-36           | Estats Units - NASA                                    | Estats Units - NASA                                    |
| 15 d'abril 10:07     | | NASA                                            | Suborbital                                 | Aeronomia                                  | 15 d'abril                                             | Reeixit                                                |
| 18 d'abril 18:00     | Canadà - Black Brant IX | Canadà - Black Brant IX                         | Estats Units - White Sands LC-36           | Estats Units - White Sands LC-36           | Estats Units - NASA                                    | Estats Units - NASA                                    |
| 18 d'abril 18:00     | | NASA                                            | Suborbital                                 | Investigació solar                         | 18 d'abril                                             | Reeixit                                                |
| 21 d'abril 01:44     | Europa - Ariane 4 (40) | Europa - Ariane 4 (40)                          | França - Kourou ELA-2                      | França - Kourou ELA-2                      | França - Arianespace                                   | França - Arianespace                                   |
| 21 d'abril 01:44     | Europa - ERS-2 | ESA                                             | Heliosíncrona                              | Teledetecció                               | En òrbita                                              | Operacional                                            |
| 21 d'abril 15:04     | Estats Units - THAAD | Estats Units - THAAD                            | Estats Units - White Sands                 | Estats Units - White Sands                 | Estats Units - Força Aèria dels Estats Units d'Amèrica | Estats Units - Força Aèria dels Estats Units d'Amèrica |
| 21 d'abril 15:04     | | Força Aèria dels Estats Units d'Amèrica         | Suborbital                                 | Vol de proves                              | 21 d'abril                                             | Reeixit                                                |
| 21 d'abril 15:04     | Vol inaugural del THAAD |                                                 |                                            |                                            |                                                        |                                                        |
| 24 d'abril           | Estats Units - Hera | Estats Units - Hera                             | Estats Units - White Sands LC-32           | Estats Units - White Sands LC-32           | Estats Units - Força Aèria dels Estats Units d'Amèrica | Estats Units - Força Aèria dels Estats Units d'Amèrica |
| 24 d'abril           | | Força Aèria dels Estats Units d'Amèrica         | Suborbital                                 | Vol de proves                              | 24 d'abril                                             | Reeixit                                                |
| 24 d'abril           | Vol inaugural of Hera |                                                 |                                            |                                            |                                                        |                                                        |
| 29 d'abril 05:55     | Estats Units - Nike Orion | Estats Units - Nike Orion                       | Suècia - Esrange                           | Suècia - Esrange                           | Alemanya - DLR                                         | Alemanya - DLR                                         |
| 29 d'abril 05:55     | Alemanya - Mini-Texus 4 | DLR                                             | Suborbital                                 | Investigació de microgravetat              | 29 d'abril                                             | Reeixit                                                |
| Maig                 | |                                                 |                                            |                                            |                                                        |                                                        |
| 2 de maig 05:55      | Estats Units - Nike Orion | Estats Units - Nike Orion                       | Suècia - Esrange                           | Suècia - Esrange                           | Alemanya - DLR                                         | Alemanya - DLR                                         |
| 2 de maig 05:55      | Alemanya - Mini-Texus 3 | DLR                                             | Suborbital                                 | Investigació de microgravetat              | 2 de maig                                              | Reeixit                                                |
| 14 de maig 13:45     | Estats Units - Titan IVA (401)/Centaur | Estats Units - Titan IVA (401)/Centaur          | Estats Units - Cape Canaveral LC-40        | Estats Units - Cape Canaveral LC-40        | Estats Units - Lockheed Martin                         | Estats Units - Lockheed Martin                         |
| 14 de maig 13:45     | Estats Units - USA-110 (Mentor-1) | NRO                                             | Geosíncrona                                | SIGINT                                     | En òrbita                                              | Operacional                                            |
| 15 de maig 18:00     | Canadà - Black Brant IX | Canadà - Black Brant IX                         | Estats Units - White Sands LC-36           | Estats Units - White Sands LC-36           | Estats Units - NASA                                    | Estats Units - NASA                                    |
| 15 de maig 18:00     | Estats Units - SERTS-35 | NASA                                            | Suborbital                                 | Investigació solar                         | 15 de maig                                             | Reeixit                                                |
| 17 de maig 06:34     | Europa - Ariane 4 (44LP) | Europa - Ariane 4 (44LP)                        | França - Kourou ELA-2                      | França - Kourou ELA-2                      | França - Arianespace                                   | França - Arianespace                                   |
| 17 de maig 06:34     | Nacions Unides - Intelsat 706 | Intelsat                                        | Geosíncrona                                | Comunicacions                              | En òrbita                                              | Reeixit                                                |
| 20 de maig 03:33     | Rússia - Proton-K | Rússia - Proton-K                               | Kazakhstan - Baikonur Site 81/23           | Kazakhstan - Baikonur Site 81/23           | Rússia - Roskosmos                                     | Rússia - Roskosmos                                     |
| 20 de maig 03:33     | Rússia - Spektr | Roskosmos/NASA                                  | Terrestre Baixa (Mir)                      | Mòdul de la Mir                            | 23 de març 2001 05:50                                  | Reeixit                                                |
| 20 de maig 03:33     | Greument danyant per la col·lisió amb el Progress M-34 el 25 de juny de 1997 |                                                 |                                            |                                            |                                                        |                                                        |
| 22 de maig 07:05     | Canadà - Black Brant IX | Canadà - Black Brant IX                         | Estats Units - White Sands LC-36           | Estats Units - White Sands LC-36           | Estats Units - NASA                                    | Estats Units - NASA                                    |
| 22 de maig 07:05     | | NASA                                            | Suborbital                                 | Astronomia                                 | 22 de maig                                             | Reeixit                                                |
| 23 de maig 05:52     | Estats Units - Atlas I | Estats Units - Atlas I                          | Estats Units - Cape Canaveral LC-36B       | Estats Units - Cape Canaveral LC-36B       | Estats Units Rússia - International Launch Services    | Estats Units Rússia - International Launch Services    |
| 23 de maig 05:52     | Estats Units - GOES-9 (GOES-J) | NOAA                                            | Actual: Cementiri Operacional: Geosíncrona | Meteorologia                               | En òrbita                                              | Reeixit                                                |
| 23 de maig 05:52     | Retirat el 14 de juny 2007 |                                                 |                                            |                                            |                                                        |                                                        |
| 24 de maig 20:10     | Rússia - Molniya-M | Rússia - Molniya-M                              | Rússia - Plesetsk Site 16/2                | Rússia - Plesetsk Site 16/2                | Rússia                                                 | Rússia                                                 |
| 24 de maig 20:10     | Rússia - Kosmos 2312 (Oko) | MOM                                             | Molnia                                     | Sistema d'alertes                          | En òrbita                                              | Reeixit                                                |
| 29 de maig           | Xina - Llarga Marxa 1D | Xina - Llarga Marxa 1D                          | Xina - Taiyuan                             | Xina - Taiyuan                             | Xina - CASC                                            | Xina - CASC                                            |
| 29 de maig           | | CASC                                            | Suborbital                                 | Vol de proves                              | 29 de maig                                             | Reeixit                                                |
| 29 de maig           | Vol inaugural del Llarga Marxa 1D |                                                 |                                            |                                            |                                                        |                                                        |
| 31 de maig 15:27     | Estats Units - Atlas II | Estats Units - Atlas II                         | Estats Units - Cape Canaveral LC-36A       | Estats Units - Cape Canaveral LC-36A       | Estats Units                                           | Estats Units                                           |
| 31 de maig 15:27     | Estats Units - USA-111 (UHF F/O F5) | Marina dels Estats Units d'Amèrica              | Geosíncrona                                | Comunicacions                              | En òrbita                                              | Operacional                                            |
| Juny                 | |                                                 |                                            |                                            |                                                        |                                                        |
| 6 de juny 22:00      | Estats Units - Taurus-Orion | Estats Units - Taurus-Orion                     | Estats Units - Poker Flat                  | Estats Units - Poker Flat                  | Estats Units - NASA                                    | Estats Units - NASA                                    |
| 6 de juny 22:00      | | NASA                                            | Suborbital                                 | Investigació de la ionosfera               | 6 de juny                                              | Reeixit                                                |
| 6 de juny 22:10      | Rússia - Volna | Rússia - Volna                                  | Rússia - Submarí, Barents Sea              | Rússia - Submarí, Barents Sea              | Rússia - Marina russa                                  | Rússia - Marina russa                                  |
| 6 de juny 22:10      | Alemanya | Bremen                                          | Suborbital                                 | Vol de proves                              | 6 de juny                                              | Reeixit                                                |
| 6 de juny 22:10      | Vol inaugural del Volna |                                                 |                                            |                                            |                                                        |                                                        |
| 8 de juny 04:43      | Ucraïna - Tsyklon-2 | Ucraïna - Tsyklon-2                             | Kazakhstan - Baikonur Site 90/20           | Kazakhstan - Baikonur Site 90/20           | Rússia                                                 | Rússia                                                 |
| 8 de juny 04:43      | Rússia - Kosmos 2313 (EORSAT) | MO RF                                           | Terrestre Baixa                            | SIGINT                                     | 11 de juliol 1997                                      | Reeixit                                                |
| 8 de juny 12:45      | Rússia - UR-100N | Rússia - UR-100N                                | Kazakhstan - Baikonur                      | Kazakhstan - Baikonur                      | Rússia - RVSN                                          | Rússia - RVSN                                          |
| 8 de juny 12:45      | | RVSN                                            | Suborbital                                 | Prova de míssils                           | 8 de juny                                              | Reeixit                                                |
| 10 de juny 00:24     | Europa - Ariane 4 (42P) | Europa - Ariane 4 (42P)                         | França - Kourou ELA-2                      | França - Kourou ELA-2                      | França - Arianespace                                   | França - Arianespace                                   |
| 10 de juny 00:24     | Estats Units - DirecTV-2 | DirecTV                                         | Geosíncrona                                | Comunicacions                              | En òrbita                                              | Operacional                                            |
| 14 de juny           | Estats Units - LGM-118 Peacekeeper | Estats Units - LGM-118 Peacekeeper              | Estats Units - Vandenberg LF-05            | Estats Units - Vandenberg LF-05            | Estats Units - Força Aèria dels Estats Units d'Amèrica | Estats Units - Força Aèria dels Estats Units d'Amèrica |
| 14 de juny           | | Força Aèria dels Estats Units d'Amèrica         | Suborbital                                 | Prova de míssils                           | 14 de juny                                             | Reeixit                                                |
| 22 de juny 19:58     | Estats Units - Pegasus-XL | Estats Units - Pegasus-XL                       | Estats UnitsStargazer, Vandenberg          | Estats UnitsStargazer, Vandenberg          | Estats Units - Orbital Sciences                        | Estats Units - Orbital Sciences                        |
| 22 de juny 19:58     | Estats Units - STEP 3 | Força Aèria dels Estats Units d'Amèrica         | Destinat: Terrestre Baixa                  | Desenvolupament de tecnologia              | 22 de juny                                             | Error de llançament                                    |
| 22 de juny 19:58     | Malfucionament de la 2a etapa, destruït per seguretat del vol |                                                 |                                            |                                            |                                                        |                                                        |
| 26 de juny           | Estats Units - Strypi IX | Estats Units - Strypi IX                        | Estats Units - Barking Sands               | Estats Units - Barking Sands               | Estats Units - Força Aèria dels Estats Units d'Amèrica | Estats Units - Força Aèria dels Estats Units d'Amèrica |
| 26 de juny           | Estats Units - ETCE-11 | Força Aèria dels Estats Units d'Amèrica         | Suborbital                                 | Objectiu                                   | 26 de juny                                             | Error                                                  |
| 27 de juny 19:32     | Estats Units - Transbordador espacial Atlantis | Estats Units - Transbordador espacial Atlantis  | Estats Units - Kennedy LC-39A              | Estats Units - Kennedy LC-39A              | Estats Units - United Space Alliance                   | Estats Units - United Space Alliance                   |
| 27 de juny 19:32     | Estats Units - STS-71 | NASA                                            | Terrestre Baixa (Mir)                      | Vol del Shuttle-Mir                        | 7 de juliol 14:55                                      | Reeixit                                                |
| 27 de juny 19:32     | Estats Units - Spacelab Long Module 2 | NASA                                            | Terrestre Baixa (Atlantis)                 | Investigació mèdica                        | 7 de juliol 14:55                                      | Reeixit                                                |
| 27 de juny 19:32     | Vol orbital tripulat llançant set i aterrant amb vuit astronautes Primer acoblament del Shuttle-Mir, intercanvi de Mir EO-18 per EO-19 (primer intercanvi de tripulació en estació espacial utilitzant un Transbordador Espacial) |                                                 |                                            |                                            |                                                        |                                                        |
| 28 de juny 18:25     | Rússia - Soiuz-U | Rússia - Soiuz-U                                | Rússia - Plesetsk Site 43/3                | Rússia - Plesetsk Site 43/3                | Rússia                                                 | Rússia                                                 |
| 28 de juny 18:25     | Rússia - Kosmos 2314 (Yantar-4K1) | MOM                                             | Terrestre Baixa                            | Reconeixement                              | 6 de setembre                                          | Reeixit                                                |
| 29 de juny           | Estats Units - Strypi IX | Estats Units - Strypi IX                        | Estats Units - Barking Sands               | Estats Units - Barking Sands               | Estats Units - Força Aèria dels Estats Units d'Amèrica | Estats Units - Força Aèria dels Estats Units d'Amèrica |
| 29 de juny           | Estats Units - ETCE-12 | Força Aèria dels Estats Units d'Amèrica         | Suborbital                                 | Objectiu                                   | 29 de juny                                             | Reeixit                                                |
| 30 de juny 18:00     | Estats Units - Terrier-Orion | Estats Units - Terrier-Orion                    | Estats Units - Wallops Island              | Estats Units - Wallops Island              | Estats Units - NASA                                    | Estats Units - NASA                                    |
| 30 de juny 18:00     | | NASA                                            | Suborbital                                 | Prova de coets                             | 30 de juny                                             | Reeixit                                                |
| Juliol               | |                                                 |                                            |                                            |                                                        |                                                        |
| 5 de juliol 03:09    | Rússia - Kosmos-3M | Rússia - Kosmos-3M                              | Rússia - Plesetsk Site 132/1               | Rússia - Plesetsk Site 132/1               | Rússia                                                 | Rússia                                                 |
| 5 de juliol 03:09    | Rússia - Kosmos 2315 (Tsikada) | MO RF                                           | Terrestre Baixa                            | Navegació                                  | En òrbita                                              | Operacional                                            |
| 7 de juliol 16:23    | Europa - Ariane 4 (40) | Europa - Ariane 4 (40)                          | França - Kourou ELA-2                      | França - Kourou ELA-2                      | França - Arianespace                                   | França - Arianespace                                   |
| 7 de juliol 16:23    | França - Helios 1A | CNES                                            | Heliosíncrona                              | Reconeixement                              | En òrbita                                              | Operacional                                            |
| 7 de juliol 16:23    | França - CERISE | CNES                                            | Syn-synchronous                            | Radiation research                         | En òrbita                                              | Operacional                                            |
| 7 de juliol 16:23    | Espanya - UPM/LBSAT 1 | UPM                                             | Heliosíncrona                              | Comunicacions                              | En òrbita                                              | Reeixit                                                |
| 10 de juliol 12:38   | Estats Units - Titan IVA (401)/Centaur | Estats Units - Titan IVA (401)/Centaur          | Estats Units - Cape Canaveral LC-41        | Estats Units - Cape Canaveral LC-41        | Estats Units - Lockheed Martin                         | Estats Units - Lockheed Martin                         |
| 10 de juliol 12:38   | Estats Units - USA-112 (Trumpet-2) | NRO                                             | Molnia                                     | ELINT                                      | En òrbita                                              | Operacional                                            |
| 13 de juliol 13:41   | Estats Units - Transbordador Espacial Discovery | Estats Units - Transbordador Espacial Discovery | Estats Units - Kennedy LC-39A              | Estats Units - Kennedy LC-39A              | Estats Units - United Space Alliance                   | Estats Units - United Space Alliance                   |
| 13 de juliol 13:41   | Estats Units - STS-70 | NASA                                            | Terrestre Baixa                            | Desplegament de satèl·lit                  | 22 de juliol 12:02                                     | Reeixit                                                |
| 13 de juliol 13:41   | Estats Units - TDRS-7 (TDRS-G) | NASA                                            | Geosíncrona                                | Comunicacions                              | En òrbita                                              | Operacional                                            |
| 13 de juliol 13:41   | Vol orbital tripulat amb cinc astronautes El TDRS va ser desplegat el 13 de juliol utilitzant un Inertial Upper Stage |                                                 |                                            |                                            |                                                        |                                                        |
| 20 de juliol 03:04   | Rússia - Soiuz-U | Rússia - Soiuz-U                                | Kazakhstan - Baikonur Site 1/5             | Kazakhstan - Baikonur Site 1/5             | Rússia - Roskosmos                                     | Rússia - Roskosmos                                     |
| 20 de juliol 03:04   | Rússia - Progress M-28 | Roskosmos                                       | Terrestre Baixa (Mir)                      | Logística                                  | 4 de setembre 08:58                                    | Reeixit                                                |
| 24 de juliol 15:52   | Rússia - Proton-K/DM-2 | Rússia - Proton-K/DM-2                          | Kazakhstan - Baikonur Site 200/39          | Kazakhstan - Baikonur Site 200/39          | Rússia                                                 | Rússia                                                 |
| 24 de juliol 15:52   | Rússia - Kosmos 2316 (GLONASS) | MOM                                             | Terrestre Mitjana                          | Navegació                                  | En òrbita                                              | Operacional                                            |
| 24 de juliol 15:52   | Rússia - Kosmos 2317 (GLONASS) | MOM                                             | Terrestre Mitjana                          | Navegació                                  | En òrbita                                              | Operacional                                            |
| 24 de juliol 15:52   | Rússia - Kosmos 2318 (GLONASS) | MOM                                             | Terrestre Mitjana                          | Navegació                                  | En òrbita                                              | Reeixit                                                |
| 24 de juliol 22:30   | Estats Units - UGM-133 Trident II | Estats Units - UGM-133 Trident II               | Regne Unit - HMS Victorious, Eastern Range | Regne Unit - HMS Victorious, Eastern Range | Regne Unit - Royal Navy                                | Regne Unit - Royal Navy                                |
| 24 de juliol 22:30   | | Royal Navy                                      | Suborbital                                 | Prova de míssils                           | 24 de juliol                                           | Reeixit                                                |
| 24 de juliol 22:30   | Primer llançament de míssil des del HMS Victorious |                                                 |                                            |                                            |                                                        |                                                        |
| 26 de juliol 09:33   | Estats Units - Nike Orion | Estats Units - Nike Orion                       | Estats Units - Poker Flat                  | Estats Units - Poker Flat                  | Estats Units - NASA                                    | Estats Units - NASA                                    |
| 26 de juliol 09:33   | | NASA                                            | Suborbital                                 | Investigació de la ionosfera               | 26 de juliol                                           | Reeixit                                                |
| 31 de juliol         | Estats Units - THAAD | Estats Units - THAAD                            | Estats Units - White Sands                 | Estats Units - White Sands                 | Estats Units - Força Aèria dels Estats Units d'Amèrica | Estats Units - Força Aèria dels Estats Units d'Amèrica |
| 31 de juliol         | | Força Aèria dels Estats Units d'Amèrica         | Suborbital                                 | Vol de proves                              | 31 de juliol                                           | Reeixit                                                |
| 31 de juliol 23:30   | Estats Units - Atlas IIA | Estats Units - Atlas IIA                        | Estats Units - Cape Canaveral LC-36A       | Estats Units - Cape Canaveral LC-36A       | Estats Units                                           | Estats Units                                           |
| 31 de juliol 23:30   | Estats Units - USA-113 (DSCS III B-7) | Força Aèria dels Estats Units d'Amèrica         | Geosíncrona                                | Comunicacions                              | En òrbita                                              | Operacional                                            |
| July                 | Xina - DF-21 | Xina - DF-21                                    | Xina - Taiyuan                             | Xina - Taiyuan                             | Xina                                                   | Xina                                                   |
| July                 | |                                                 | Suborbital                                 | Prova de míssils                           | +15 minuts                                             | Reeixit                                                |
| Agost                | |                                                 |                                            |                                            |                                                        |                                                        |
| 2 d'agost 23:59      | Rússia - Molniya-M | Rússia - Molniya-M                              | Rússia - Plesetsk Site 43/3                | Rússia - Plesetsk Site 43/3                | Rússia - VKS                                           | Rússia - VKS                                           |
| 2 d'agost 23:59      | Rússia - Interbol 1 | Roskosmos                                       | High Earth (elliptical)                    | Investigació magnetosfèrica                | 16 d'octubre 2000                                      | Reeixit                                                |
| 2 d'agost 23:59      | Txèquia - Magion 4 |                                                 | Terrestre Alta (elliptical)                | Investigació magnetosfèrica                | 16 d'octubre 2000                                      | Reeixit                                                |
| 3 d'agost 22:58      | Europa - Ariane 4 (42L) | Europa - Ariane 4 (42L)                         | França - Kourou ELA-2                      | França - Kourou ELA-2                      | França - Arianespace                                   | França - Arianespace                                   |
| 3 d'agost 22:58      | Estats Units - PAS-4 | PanAmSat                                        | Geosíncrona                                | Comunicacions                              | En òrbita                                              | Operacional                                            |
| 5 d'agost 11:10      | Estats Units - Delta II 7925 | Estats Units - Delta II 7925                    | Estats Units - Cape Canaveral LC-17B       | Estats Units - Cape Canaveral LC-17B       | Estats Units - Boeing IDS                              | Estats Units - Boeing IDS                              |
| 5 d'agost 11:10      | Corea del Sud - Koreasat 1 | Korea Telecom                                   | Geosíncrona                                | Comunicacions                              | En òrbita                                              | Error parcial                                          |
| 5 d'agost 11:10      | Un malfuncionament del SRM va resultar en una òrbita incorrecta que va ser corregida amb els motors del satèl·lit disminuint part de la seva vida útil                                                                            |                                                 |                                            |                                            |                                                        |                                                        |
| 8 d'agost 08:20      | Estats Units - Nike Orion | Estats Units - Nike Orion                       | Estats Units - Poker Flat                  | Estats Units - Poker Flat                  | Estats Units - NASA                                    | Estats Units - NASA                                    |
| 8 d'agost 08:20      | | NASA                                            | Suborbital                                 | Investigació de la ionosfera               | 8 d'agost                                              | Reeixit                                                |
| 9 d'agost 23:59      | Rússia - Molniya-M | Rússia - Molniya-M                              | Rússia - Plesetsk Site 43/3                | Rússia - Plesetsk Site 43/3                | Rússia - VKS                                           | Rússia - VKS                                           |
| 9 d'agost 23:59      | Rússia - Molniya 3-47 | MOM                                             | Molnia                                     | Comunicacions                              | En òrbita                                              | Operacional                                            |
| 15 d'agost 22:30     | Estats Units - Athena I | Estats Units - Athena I                         | Estats Units - Vandenberg SLC-6            | Estats Units - Vandenberg SLC-6            | Estats Units - Lockheed Martin                         | Estats Units - Lockheed Martin                         |
| 15 d'agost 22:30     | Estats Units - GemStar 1 (VitaSat) | VITA                                            | Destinat: Terrestre Baixa                  | Comunicacions                              | +160 segons                                            | Error de llançament                                    |
| 15 d'agost 22:30     | Vol inaugural de l'Athena I i primer llançament des de SLC-6 Destruït per seguretat del vol després de la pèrdua del sistema de control                                                                                           |                                                 |                                            |                                            |                                                        |                                                        |
| 16 d'agost           | Estats Units - Storm | Estats Units - Storm                            | Estats Units - White Sands LC-36           | Estats Units - White Sands LC-36           | Estats Units - Força Aèria dels Estats Units d'Amèrica | Estats Units - Força Aèria dels Estats Units d'Amèrica |
| 16 d'agost           | Estats Units - MTD-1 | Força Aèria dels Estats Units d'Amèrica         | Suborbital                                 | Funcions de GPS                            | 16 d'agost                                             | Reeixit                                                |
| 16 d'agost           | Índia - RH-560 | Índia - RH-560                                  | Índia - Sriharikota                        | Índia - Sriharikota                        | Índia - ISRO                                           | Índia - ISRO                                           |
| 16 d'agost           | | ISRO                                            | Suborbital                                 | Prova de coets                             | 16 d'agost                                             | Reeixit                                                |
| 22 d'agost           | Estats Units - UGM-133 Trident II | Estats Units - UGM-133 Trident II               | Regne Unit - HMS Victorious, Eastern Range | Regne Unit - HMS Victorious, Eastern Range | Regne Unit - Royal Navy                                | Regne Unit - Royal Navy                                |
| 22 d'agost           | | Royal Navy                                      | Suborbital                                 | Prova de míssils                           | 22 d'agost                                             | Reeixit                                                |
| 24 d'agost 20:00     | Japó - TR-1 | Japó - TR-1                                     | Japó - Tanegashima LA-T                    | Japó - Tanegashima LA-T                    | Japó - NASDA                                           | Japó - NASDA                                           |
| 24 d'agost 20:00     | | NASDA                                           | Suborbital                                 | Investigació de microgravetat              | 24 d'agost                                             | Reeixit                                                |
| 25 d'agost           | Rússia - R-39 Rif | Rússia - R-39 Rif                               | Rússia - Submarí, North Pole               | Rússia - Submarí, North Pole               | Rússia - Marina russa                                  | Rússia - Marina russa                                  |
| 25 d'agost           | | Marina russa                                    | Suborbital                                 | Prova de míssils                           | 25 d'agost                                             | Reeixit                                                |
| 28 d'agost 17:30     | Canadà - Black Brant IX | Canadà - Black Brant IX                         | Estats Units - White Sands LC-36           | Estats Units - White Sands LC-36           | Estats Units - NASA                                    | Estats Units - NASA                                    |
| 28 d'agost 17:30     | | NASA                                            | Suborbital                                 | Prova de coets                             | 28 d'agost                                             | Reeixit                                                |
| 29 d'agost 00:53     | Estats Units - Atlas IIAS | Estats Units - Atlas IIAS                       | Estats Units - Cape Canaveral LC-36B       | Estats Units - Cape Canaveral LC-36B       | Estats Units Rússia - International Launch Services    | Estats Units Rússia - International Launch Services    |
| 29 d'agost 00:53     | Japó - JCSAT-3 | JSAT                                            | Geosíncrona                                | Comunicacions                              | En òrbita                                              | Operacional                                            |
| 29 d'agost 06:41     | Europa - Ariane 4 (44P) | Europa - Ariane 4 (44P)                         | França - Kourou ELA-2                      | França - Kourou ELA-2                      | França - Arianespace                                   | França - Arianespace                                   |
| 29 d'agost 06:41     | Japó - N-STAR-A | NTT                                             | Geosíncrona                                | Comunicacions                              | En òrbita                                              | Operacional                                            |
| 30 d'agost           | Estats Units - LGM-118 Peacekeeper | Estats Units - LGM-118 Peacekeeper              | Estats Units - Vandenberg LF-02            | Estats Units - Vandenberg LF-02            | Estats Units - Força Aèria dels Estats Units d'Amèrica | Estats Units - Força Aèria dels Estats Units d'Amèrica |
| 30 d'agost           | | Força Aèria dels Estats Units d'Amèrica         | Suborbital                                 | Prova de míssils                           | 30 d'agost                                             | Reeixit                                                |
| 30 d'agost 19:33     | Rússia - Proton-K/DM-2 | Rússia - Proton-K/DM-2                          | Kazakhstan - Baikonur Site 200/39          | Kazakhstan - Baikonur Site 200/39          | Rússia - VKS                                           | Rússia - VKS                                           |
| 30 d'agost 19:33     | Rússia - Kosmos 2319 (Potok) | MOM                                             | Geosíncrona                                | Comunicacions                              | En òrbita                                              | Operacional                                            |
| 31 d'agost 06:49     | Ucraïna - Tsyklon-3 | Ucraïna - Tsyklon-3                             | Rússia - Plesetsk Site 32                  | Rússia - Plesetsk Site 32                  | Rússia - VKS                                           | Rússia - VKS                                           |
| 31 d'agost 06:49     | Ucraïna - Sich 1 (Okean) | NKAU                                            | Terrestre Baixa                            | Teledetecció                               | En òrbita                                              | Operacional                                            |
| 31 d'agost 06:49     | Xile - Fasat-Alfa |                                                 | Terrestre Baixa                            | Desenvolupament de tecnologia              | En òrbita                                              | Error parcial                                          |
| 31 d'agost 06:49     | El Fasat-Alfa va fallar en separar-se del Sich 1 sent el primer satèl·lit de Xile |                                                 |                                            |                                            |                                                        |                                                        |
| Setembre             | |                                                 |                                            |                                            |                                                        |                                                        |
| 2 de setembre 01:13  | Canadà - Black Brant IX | Canadà - Black Brant IX                         | Estats Units - White Sands LC-36           | Estats Units - White Sands LC-36           | Estats Units - NASA                                    | Estats Units - NASA                                    |
| 2 de setembre 01:13  | Estats Units - Thunderstorm III | NASA                                            | Suborbital                                 | Investigació de la ionosfera               | 2 de setembre                                          | Reeixit                                                |
| 3 de setembre 09:00  | Rússia - Soiuz-U2 | Rússia - Soiuz-U2                               | Kazakhstan - Baikonur Site 1/5             | Kazakhstan - Baikonur Site 1/5             | Rússia - Roskosmos                                     | Rússia - Roskosmos                                     |
| 3 de setembre 09:00  | Rússia - Soiuz TM-22 | Roskosmos                                       | Terrestre Baixa (Mir)                      | Mir EO-20                                  | 29 de febrer 1996 10:42                                | Reeixit                                                |
| 3 de setembre 09:00  | Vol orbital tripulat amb tres cosmonautes Vol final del Soiuz-U2 |                                                 |                                            |                                            |                                                        |                                                        |
| 5 de setembre 07:50  | Rússia - RT-2PM Topol | Rússia - RT-2PM Topol                           | Rússia - Plesetsk Site 158                 | Rússia - Plesetsk Site 158                 | Rússia - RVSN                                          | Rússia - RVSN                                          |
| 5 de setembre 07:50  | | RVSN                                            | Suborbital                                 | Prova de míssils                           | 5 de setembre                                          | Reeixit                                                |
| 7 de setembre 15:09  | Estats Units - Transbordador Espacial Endeavour | Estats Units - Transbordador Espacial Endeavour | Estats Units - Kennedy LC-39A              | Estats Units - Kennedy LC-39A              | Estats Units - United Space Alliance                   | Estats Units - United Space Alliance                   |
| 7 de setembre 15:09  | Estats Units - STS-69 | NASA                                            | Terrestre Baixa                            | Investigació de microgravetat              | 16 de setembre 11:38                                   | Reeixit                                                |
| 7 de setembre 15:09  | Estats Units - SPARTAN-201 | NASA                                            | Terrestre Baixa                            | Investigació solar                         | 16 de setembre 11:38                                   | Reeixit                                                |
| 7 de setembre 15:09  | Estats Units - Wake Shield Facility | NASA                                            | Terrestre Baixa                            | Investigació de materials                  | 16 de setembre 11:38                                   | Reeixit                                                |
| 7 de setembre 15:09  | Europa - IEH-1 | ESA                                             | Terrestre Baixa (Endeavour)                | Astronomia ultraviolada                    | 16 de setembre 11:38                                   | Reeixit                                                |
| 7 de setembre 15:09  | Vol orbital tripulat amb cinc astronautes L'SPARTAN va ser desplegat el 8 de setembre i es va recuperar el 10 de setembre; El WSF es va desplegar el 7 de setembre i va ser recuperat el 14 de setembre                           |                                                 |                                            |                                            |                                                        |                                                        |
| 12 de setembre 18:05 | Canadà - Black Brant 9CM1 | Canadà - Black Brant 9CM1                       | Estats Units - White Sands LC-36           | Estats Units - White Sands LC-36           | Estats Units - NASA                                    | Estats Units - NASA                                    |
| 12 de setembre 18:05 | | NASA                                            | Suborbital                                 | Investigació solar                         | 12 de setembre                                         | Reeixit                                                |
| 17 de setembre 07:30 | Japó - S-520 | Japó - S-520                                    | Japó - Uchinoura LA-K                      | Japó - Uchinoura LA-K                      | Japó - ISAS                                            | Japó - ISAS                                            |
| 17 de setembre 07:30 | | ISAS                                            | Suborbital                                 | Demostració tecnològica                    | 17 de setembre                                         | Error                                                  |
| 24 de setembre 00:06 | Europa - Ariane 4 (42L) | Europa - Ariane 4 (42L)                         | França - Kourou ELA-2                      | França - Kourou ELA-2                      | França - Arianespace                                   | França - Arianespace                                   |
| 24 de setembre 00:06 | Estats Units - Telstar 402R | AT&T                                            | Geosíncrona                                | Comunicacions                              | En òrbita                                              | Reeixit                                                |
| 24 de setembre 00:06 | Error d'alimentació el 19 de setembre de 2003 resultant en la pèrdua del satèl·lit |                                                 |                                            |                                            |                                                        |                                                        |
| 26 de setembre 11:20 | Rússia - Soiuz-U | Rússia - Soiuz-U                                | Rússia - Plesetsk Site 43/4                | Rússia - Plesetsk Site 43/4                | Rússia - VKS                                           | Rússia - VKS                                           |
| 26 de setembre 11:20 | Rússia - Resurs F2 | MOM                                             | Terrestre Baixa                            | Localització de recursos                   | 26 d'octubre                                           | Reeixit                                                |
| 29 de setembre 04:25 | Rússia - Soiuz-U | Rússia - Soiuz-U                                | Kazakhstan - Baikonur Site 31/6            | Kazakhstan - Baikonur Site 31/6            | Rússia - VKS                                           | Rússia - VKS                                           |
| 29 de setembre 04:25 | Rússia - Kosmos 2320 (Yantar-4KS1) | MOM                                             | Terrestre Baixa                            | Reconeixement                              | 28 de setembre 1996                                    | Reeixit                                                |
| Octubre              | |                                                 |                                            |                                            |                                                        |                                                        |
| 2 d'octubre          | Estats Units - Hera | Estats Units - Hera                             | Estats Units - White Sands LC-94           | Estats Units - White Sands LC-94           | Estats Units - Força Aèria dels Estats Units d'Amèrica | Estats Units - Força Aèria dels Estats Units d'Amèrica |
| 2 d'octubre          | | Força Aèria dels Estats Units d'Amèrica         | Suborbital                                 | Objectiu                                   | 2 d'octubre                                            | Reeixit                                                |
| 6 d'octubre 03:23    | Rússia - Kosmos-3M | Rússia - Kosmos-3M                              | Rússia - Plesetsk Site 132/1               | Rússia - Plesetsk Site 132/1               | Rússia - VKS                                           | Rússia - VKS                                           |
| 6 d'octubre 03:23    | Rússia - Kosmos 2321 (Parus) | MO RF                                           | Terrestre Baixa                            | Navegació                                  | 21 d'agost 1997                                        | Error parcial                                          |
| 6 d'octubre 03:23    | Malfuncionament de la 2a etapa, situat en òrbita incorrecta |                                                 |                                            |                                            |                                                        |                                                        |
| 8 d'octubre 18:50    | Rússia - Soiuz-U | Rússia - Soiuz-U                                | Kazakhstan - Baikonur Site 1/5             | Kazakhstan - Baikonur Site 1/5             | Rússia - VKS                                           | Rússia - VKS                                           |
| 8 d'octubre 18:50    | Rússia - Progress M-29 | Roskosmos                                       | Terrestre Baixa (Mir)                      | Logística                                  | 19 de desembre 16:15                                   | Reeixit                                                |
| 10 d'octubre         | Rússia - RT-2PM Topol | Rússia - RT-2PM Topol                           | Rússia - Plesetsk Site 158                 | Rússia - Plesetsk Site 158                 | Rússia - RVSN                                          | Rússia - RVSN                                          |
| 10 d'octubre         | | RVSN                                            | Suborbital                                 | Prova de míssils                           | 10 d'octubre                                           | Reeixit                                                |
| 11 d'octubre 16:26   | Rússia - Proton-K/DM-2 | Rússia - Proton-K/DM-2                          | Kazakhstan - Baikonur Site 81/23           | Kazakhstan - Baikonur Site 81/23           | Rússia - VKS                                           | Rússia - VKS                                           |
| 11 d'octubre 16:26   | Rússia - Luch-1Luch | MOM                                             | Geosíncrona                                | Comunicacions                              | En òrbita                                              | Reeixit                                                |
| 11 d'octubre 16:26   | Retirat l'1 de juny de 1999 |                                                 |                                            |                                            |                                                        |                                                        |
| 13 d'octubre         | Estats Units - Storm | Estats Units - Storm                            | Estats Units - White Sands SULF            | Estats Units - White Sands SULF            | Estats Units - Força Aèria dels Estats Units d'Amèrica | Estats Units - Força Aèria dels Estats Units d'Amèrica |
| 13 d'octubre         | Estats Units - BTTV-9 | Força Aèria dels Estats Units d'Amèrica         | Suborbital                                 | ABM Objectiu                               | 13 d'octubre                                           | Reeixit                                                |
| 13 d'octubre         | Estats Units - THAAD | Estats Units - THAAD                            | Estats Units - White Sands                 | Estats Units - White Sands                 | Estats Units - Força Aèria dels Estats Units d'Amèrica | Estats Units - Força Aèria dels Estats Units d'Amèrica |
| 13 d'octubre         | | Força Aèria dels Estats Units d'Amèrica         | Suborbital                                 | Prova d'ABM                                | 13 d'octubre                                           | Reeixit                                                |
| 19 d'octubre 00:38   | Europa - Ariane 4 (42L) | Europa - Ariane 4 (42L)                         | França - Kourou ELA-2                      | França - Kourou ELA-2                      | França - Arianespace                                   | França - Arianespace                                   |
| 19 d'octubre 00:38   | Luxemburg - Astra 1E | SES Astra                                       | Geosíncrona                                | Comunicacions                              | En òrbita                                              | Operacional                                            |
| 20 d'octubre 13:53   | Estats Units - Transbordador Espacial Columbia | Estats Units - Transbordador Espacial Columbia  | Estats Units - Kennedy LC-39B              | Estats Units - Kennedy LC-39B              | Estats Units - United Space Alliance                   | Estats Units - United Space Alliance                   |
| 20 d'octubre 13:53   | Estats Units - STS-73 | NASA                                            | Terrestre Baixa                            | Investigació de microgravetat              | 5 de novembre 11:46                                    | Reeixit                                                |
| 20 d'octubre 13:53   | Estats Units - Spacelab Long Module 1 | NASA                                            | Terrestre Baixa (Columbia)                 | Spacelab USML-2                            | 5 de novembre 11:46                                    | Reeixit                                                |
| 20 d'octubre 13:53   | Estats Units - EDO Pallet | NASA                                            | Terrestre Baixa (Columbia)                 | Missió d'extensió de la paleta criogènica  | 5 de novembre 11:46                                    | Reeixit                                                |
| 20 d'octubre 13:53   | Vol orbital tripulat amb set astronautes |                                                 |                                            |                                            |                                                        |                                                        |
| 22 d'octubre 08:00   | Estats Units - Atlas II | Estats Units - Atlas II                         | Estats Units - Cape Canaveral LC-36A       | Estats Units - Cape Canaveral LC-36A       | Estats Units                                           | Estats Units                                           |
| 22 d'octubre 08:00   | Estats Units - USA-114 (UHF F/O F6) | Marina dels Estats Units d'Amèrica              | Geosíncrona                                | Comunicacions                              | En òrbita                                              | Operacional                                            |
| 23 d'octubre 22:03   | Estats Units - Conestoga 1620 | Estats Units - Conestoga 1620                   | Estats Units - Wallops Island LP-0A        | Estats Units - Wallops Island LP-0A        | Estats Units                                           | Estats Units                                           |
| 23 d'octubre 22:03   | Meteor |                                                 | Destinat: Terrestre Baixa                  | Meteorologia                               | + 46 segons                                            | Error de llançament                                    |
| 23 d'octubre 22:03   | Es va activar l'autodestrucció després de la pèrdua del control; Únic vol del coet Conestoga |                                                 |                                            |                                            |                                                        |                                                        |
| 25 d'octubre 13:13   | Canadà - Black Brant IX | Canadà - Black Brant IX                         | Austràlia - Woomera LA-2-N                 | Austràlia - Woomera LA-2-N                 | Estats Units - NASA                                    | Estats Units - NASA                                    |
| 25 d'octubre 13:13   | | NASA                                            | Suborbital                                 | Astronomia de raigs X                      | 25 d'octubre                                           | Reeixit                                                |
| 28 d'octubre 18:00   | Canadà - Black Brant IX | Canadà - Black Brant IX                         | Austràlia - Woomera LA-2-N                 | Austràlia - Woomera LA-2-N                 | Estats Units - NASA                                    | Estats Units - NASA                                    |
| 28 d'octubre 18:00   | | NASA                                            | Suborbital                                 | Astronomia                                 | 28 d'octubre                                           | Reeixit                                                |
| 29 d'octubre         | Estats Units - UGM-96 Trident I | Estats Units - UGM-96 Trident I                 | Estats Units - Submarí, Eastern Range      | Estats Units - Submarí, Eastern Range      | Estats Units - Marina dels Estats Units d'Amèrica      | Estats Units - Marina dels Estats Units d'Amèrica      |
| 29 d'octubre         | | Marina dels Estats Units d'Amèrica              | Suborbital                                 | Prova de míssils                           | 29 d'octubre                                           | Reeixit                                                |
| 31 d'octubre 20:19   | Ucraïna - Zenit-2 | Ucraïna - Zenit-2                               | Kazakhstan - Baikonur Site 45/1            | Kazakhstan - Baikonur Site 45/1            | Rússia - VKS                                           | Rússia - VKS                                           |
| 31 d'octubre 20:19   | Rússia - Kosmos 2322 (Tselina-2) | MO RF                                           | Terrestre Baixa                            | SIGINT                                     | En òrbita                                              | Operacional                                            |
| Novembre             | |                                                 |                                            |                                            |                                                        |                                                        |
| 2 de novembre        | Rússia - Kosmos-3MP | Rússia - Kosmos-3MP                             | Rússia - Kapustin Iar Site 107             | Rússia - Kapustin Iar Site 107             | Rússia - RVSN                                          | Rússia - RVSN                                          |
| 2 de novembre        | | RVSN                                            | Suborbital                                 | Prova de vehicle de reentrada              | 2 de novembre                                          | Reeixit                                                |
| 4 de novembre 14:22  | Estats Units - Delta II 7920-10 | Estats Units - Delta II 7920-10                 | Estats Units - Vandenberg SLC-2W           | Estats Units - Vandenberg SLC-2W           | Estats Units - Boeing IDS                              | Estats Units - Boeing IDS                              |
| 4 de novembre 14:22  | Canadà - RADARSAT-1 | CSA                                             | Heliosíncrona                              | Imatgeria de la Terra                      | En òrbita                                              | Operacional                                            |
| 4 de novembre 14:22  | Estats Units - SURFSAT | NASA                                            | Heliosíncrona                              | Prova DSN                                  | En òrbita                                              | Reeixit                                                |
| 4 de novembre 14:22  | Vol inaugural del Delta II 7920 i primer llançament del Delta II des del Vandenberg Air Force Base |                                                 |                                            |                                            |                                                        |                                                        |
| 5 de novembre 16:14  | Canadà - Black Brant IX | Canadà - Black Brant IX                         | Austràlia - Woomera LA-2-N                 | Austràlia - Woomera LA-2-N                 | Estats Units - NASA                                    | Estats Units - NASA                                    |
| 5 de novembre 16:14  | | NASA                                            | Suborbital                                 | Astronomia                                 | 5 de novembre                                          | Reeixit                                                |
| 6 de novembre 05:51  | Estats Units - Titan IVA (401)/Centaur | Estats Units - Titan IVA (401)/Centaur          | Estats Units - Cape Canaveral LC-40        | Estats Units - Cape Canaveral LC-40        | Estats Units - Lockheed Martin                         | Estats Units - Lockheed Martin                         |
| 6 de novembre 05:51  | Estats Units - USA-115 (Milstar-2) | Força Aèria dels Estats Units d'Amèrica         | Geosíncrona                                | Comunicacions                              | En òrbita                                              | Operacional                                            |
| 7 de novembre 06:38  | Canadà - Black Brant XII | Canadà - Black Brant XII                        | Estats Units - Poker Flat                  | Estats Units - Poker Flat                  | Estats Units - NASA                                    | Estats Units - NASA                                    |
| 7 de novembre 06:38  | Canadà - OEDIPUS-C | CSA                                             | Suborbital                                 | Investigació de la ionosfera               | 7 de novembre                                          | Reeixit                                                |
| 10 de novembre       | Xina - DF-21 | Xina - DF-21                                    | Xina - Taiyuan                             | Xina - Taiyuan                             | Xina                                                   | Xina                                                   |
| 10 de novembre       | |                                                 | Suborbital                                 | Prova de míssils                           | 10 de novembre                                         | Reeixit                                                |
| 12 de novembre 12:30 | Estats Units - Transbordador Espacial Atlantis | Estats Units - Transbordador Espacial Atlantis  | Estats Units - Kennedy LC-39A              | Estats Units - Kennedy LC-39A              | Estats Units - United Space Alliance                   | Estats Units - United Space Alliance                   |
| 12 de novembre 12:30 | Estats Units - STS-74 | NASA                                            | Terrestre Baixa (Mir)                      | Vol del Shuttle-Mir                        | 20 de novembre 17:02                                   | Reeixit                                                |
| 12 de novembre 12:30 | Rússia - Estats Units - Mir Docking Module | Roskosmos/NASA                                  | Terrestre Baixa (Mir)                      | Mòdul de la Mir                            | 23 de març 2001 05:50                                  | Reeixit                                                |
| 12 de novembre 12:30 | Vol orbital tripulat amb cinc astronautes |                                                 |                                            |                                            |                                                        |                                                        |
| 14 de novembre 17:04 | Canadà - Black Brant IX | Canadà - Black Brant IX                         | Austràlia - Woomera LA-2-N                 | Austràlia - Woomera LA-2-N                 | Estats Units - NASA                                    | Estats Units - NASA                                    |
| 14 de novembre 17:04 | | NASA                                            | Suborbital                                 | Astronomia                                 | 14 de novembre                                         | Reeixit                                                |
| 17 de novembre 01:20 | Europa - Ariane 4 (44P) | Europa - Ariane 4 (44P)                         | França - Kourou ELA-2                      | França - Kourou ELA-2                      | França - Arianespace                                   | França - Arianespace                                   |
| 17 de novembre 01:20 | Europa - Infrared Space Observatory | ESA                                             | Terrestre Alta (elliptical)                | Astronomia d'infraroigs                    | En òrbita                                              | Reeixit                                                |
| 17 de novembre 01:20 | Retirat el 16 de maig 1998 |                                                 |                                            |                                            |                                                        |                                                        |
| 17 de novembre 14:25 | Rússia - Proton-K/DM-2 | Rússia - Proton-K/DM-2                          | Kazakhstan - Baikonur Site 200/39          | Kazakhstan - Baikonur Site 200/39          | Rússia - VKS                                           | Rússia - VKS                                           |
| 17 de novembre 14:25 | Rússia - Gals-2 | MOM                                             | Geosíncrona                                | Comunicacions                              | En òrbita                                              | Operacional                                            |
| 19 de novembre 15:30 | Canadà - Black Brant IX | Canadà - Black Brant IX                         | Austràlia - Woomera LA-2-N                 | Austràlia - Woomera LA-2-N                 | Estats Units - NASA                                    | Estats Units - NASA                                    |
| 19 de novembre 15:30 | | NASA                                            | Suborbital                                 | Astronomia                                 | 19 de novembre                                         | Reeixit                                                |
| 20 de novembre 17:00 | Canadà - Black Brant IX | Canadà - Black Brant IX                         | Austràlia - Woomera LA-2-N                 | Austràlia - Woomera LA-2-N                 | Estats Units - NASA                                    | Estats Units - NASA                                    |
| 20 de novembre 17:00 | | NASA                                            | Suborbital                                 | Astronomia                                 | 20 de novembre                                         | Reeixit                                                |
| 24 de novembre 14:00 | Estats Units - Nike Tomahawk | Estats Units - Nike Tomahawk                    | Estats Units - Poker Flat                  | Estats Units - Poker Flat                  | Estats Units - NASA                                    | Estats Units - NASA                                    |
| 24 de novembre 14:00 | | NASA                                            | Investigació de la ionosfera               |                                            | 24 de novembre                                         | Reeixit                                                |
| 27 de novembre 08:03 | Estats Units - Nike Tomahawk | Estats Units - Nike Tomahawk                    | Estats Units - Poker Flat                  | Estats Units - Poker Flat                  | Estats Units - NASA                                    | Estats Units - NASA                                    |
| 27 de novembre 08:03 | | NASA                                            | Suborbital                                 | Investigació de la ionosfera               | 27 de novembre                                         | Reeixit                                                |
| 27 de novembre 08:07 | Canadà - Black Brant VIIIC | Canadà - Black Brant VIIIC                      | Estats Units - Poker Flat                  | Estats Units - Poker Flat                  | Estats Units - NASA                                    | Estats Units - NASA                                    |
| 27 de novembre 08:07 | | NASA                                            | Suborbital                                 | Investigació de la ionosfera               | 27 de novembre                                         | Reeixit                                                |
| 28 de novembre 09:42 | Suècia - Maxus | Suècia - Maxus                                  | Suècia - Esrange                           | Suècia - Esrange                           | Suècia - SSC                                           | Suècia - SSC                                           |
| 28 de novembre 09:42 | | DLR                                             | Suborbital                                 | Investigació de microgravetat              | 28 de novembre                                         | Reeixit                                                |
| 28 de novembre 11:30 | Xina - Llarga Marxa 2E | Xina - Llarga Marxa 2E                          | Xina - Taiyuan LC-2                        | Xina - Taiyuan LC-2                        | Xina - CASC                                            | Xina - CASC                                            |
| 28 de novembre 11:30 | Xina - AsiaSat 2 | AsiaSat                                         | Geosíncrona                                | Comunicacions                              | En òrbita                                              | Operacional                                            |
| Desembre             | |                                                 |                                            |                                            |                                                        |                                                        |
| 2 de desembre 08:08  | Estats Units - Atlas IIAS | Estats Units - Atlas IIAS                       | Estats Units - Cape Canaveral LC-36B       | Estats Units - Cape Canaveral LC-36B       | Estats Units Rússia - International Launch Services    | Estats Units Rússia - International Launch Services    |
| 2 de desembre 08:08  | Europa Estats Units - SOHO | ESA/NASA                                        | Punt L1 Terra-Sol                          | Investigació solar                         | En òrbita                                              | Operacional                                            |
| 4 de desembre 11:20  | Canadà - Black Brant VIIIC | Canadà - Black Brant VIIIC                      | Estats Units - White Sands LC-36           | Estats Units - White Sands LC-36           | Estats Units - NASA                                    | Estats Units - NASA                                    |
| 4 de desembre 11:20  | | NASA                                            | Suborbital                                 | Astronomia de raigs X                      | 4 de desembre                                          | Reeixit                                                |
| 5 de desembre 21:18  | Estats Units - Titan IVA (404) | Estats Units - Titan IVA (404)                  | Estats Units - Vandenberg SLC-4E           | Estats Units - Vandenberg SLC-4E           | Estats Units - Lockheed Martin                         | Estats Units - Lockheed Martin                         |
| 5 de desembre 21:18  | Estats Units - USA-116 (KH-12) | NRO                                             | Heliosíncrona                              | Reconeixement                              | En òrbita                                              | Operacional                                            |
| 6 de desembre 23:23  | Europa - Ariane 4 (44L) | Europa - Ariane 4 (44L)                         | França - Kourou ELA-2                      | França - Kourou ELA-2                      | França - Arianespace                                   | França - Arianespace                                   |
| 6 de desembre 23:23  | França - Telecom 2C | France Télécom                                  | Geosíncrona                                | Comunicacions                              | En òrbita                                              | Reeixit                                                |
| 6 de desembre 23:23  | Índia - INSAT-2C | ISRO                                            | Geosíncrona                                | Comunicacions                              | En òrbita                                              | Reeixit                                                |
| 7 de desembre        | Estats Units - UGM-133 Trident II | Estats Units - UGM-133 Trident II               | Estats Units - Submarí, Eastern Range      | Estats Units - Submarí, Eastern Range      | Estats Units - Marina dels Estats Units d'Amèrica      | Estats Units - Marina dels Estats Units d'Amèrica      |
| 7 de desembre        | | Marina dels Estats Units d'Amèrica              | Suborbital                                 | Prova de míssils                           | 7 de desembre                                          | Reeixit                                                |
| 13 de desembre       | Estats Units - Storm | Estats Units - Storm                            | Estats Units - White Sands SULF            | Estats Units - White Sands SULF            | Estats Units - Força Aèria dels Estats Units d'Amèrica | Estats Units - Força Aèria dels Estats Units d'Amèrica |
| 13 de desembre       | Estats Units - BTTV-10 | Força Aèria dels Estats Units d'Amèrica         | Suborbital                                 | ABM Objectiu                               | 13 de desembre                                         | Reeixit                                                |
| 13 de desembre       | Estats Units - THAAD | Estats Units - THAAD                            | Estats Units - White Sands                 | Estats Units - White Sands                 | Estats Units - Força Aèria dels Estats Units d'Amèrica | Estats Units - Força Aèria dels Estats Units d'Amèrica |
| 13 de desembre       | | Força Aèria dels Estats Units d'Amèrica         | Suborbital                                 | Prova d'ABM                                | 13 de desembre                                         | Reeixit                                                |
| 14 de desembre 06:10 | Rússia - Proton-K/DM-2 | Rússia - Proton-K/DM-2                          | Kazakhstan - Baikonur Site 200/39          | Kazakhstan - Baikonur Site 200/39          | Rússia - VKS                                           | Rússia - VKS                                           |
| 14 de desembre 06:10 | Rússia - Kosmos 2323 (GLONASS) | MOM                                             | Terrestre Mitjana                          | Navegació                                  | En òrbita                                              | Operacional                                            |
| 14 de desembre 06:10 | Rússia - Kosmos 2324 (GLONASS) | MOM                                             | Terrestre Mitjana                          | Navegació                                  | En òrbita                                              | Operacional                                            |
| 14 de desembre 06:10 | Rússia - Kosmos 2325 (GLONASS) | MOM                                             | Terrestre Mitjana                          | Navegació                                  | En òrbita                                              | Operacional                                            |
| 15 de desembre 00:23 | Estats Units - Atlas IIA | Estats Units - Atlas IIA                        | Estats Units - Cape Canaveral LC-36A       | Estats Units - Cape Canaveral LC-36A       | Estats Units Rússia - International Launch Services    | Estats Units Rússia - International Launch Services    |
| 15 de desembre 00:23 | Estats Units - Galaxy 3R | PanAmSat                                        | Geosíncrona                                | Comunicacions                              | En òrbita                                              | Error del vehicle                                      |
| 15 de desembre 00:23 | Va fallar el març de 2006 |                                                 |                                            |                                            |                                                        |                                                        |
| 18 de desembre 14:31 | Rússia - Soiuz-U | Rússia - Soiuz-U                                | Kazakhstan - Baikonur Site 1/5             | Kazakhstan - Baikonur Site 1/5             | Rússia - VKS                                           | Rússia - VKS                                           |
| 18 de desembre 14:31 | Rússia - Progress M-30 | Roskosmos                                       | Terrestre Baixa (Mir)                      | Logística                                  | 22 de febrer 1996 11:02                                | Reeixit                                                |
| 20 de desembre 00:52 | Ucraïna - Tsyklon-2 | Ucraïna - Tsyklon-2                             | Kazakhstan - Baikonur Site 90/20           | Kazakhstan - Baikonur Site 90/20           | Rússia - VKS                                           | Rússia - VKS                                           |
| 20 de desembre 00:52 | Rússia - Kosmos 2326 (EORSAT) | MO RF                                           | Terrestre Baixa                            | SIGINT                                     | 8 de novembre 1997                                     | Reeixit                                                |
| 28 de desembre 06:45 | Rússia - Molniya-M | Rússia - Molniya-M                              | Kazakhstan - Baikonur Site 31/6            | Kazakhstan - Baikonur Site 31/6            | Rússia - VKS                                           | Rússia - VKS                                           |
| 28 de desembre 06:45 | Índia - IRS-1C | ISRO                                            | Terrestre Baixa                            | Teledetecció                               | En òrbita                                              | Reeixit                                                |
| 28 de desembre 06:45 | Estats Units - Skipper | Utah State                                      | Terrestre Baixa                            | Experiment d'Aerofrenada                   | En òrbita                                              | Error del vehicle                                      |
| 28 de desembre 06:45 | Es va patir un desperfecte en el panell solar |                                                 |                                            |                                            |                                                        |                                                        |
| 28 de desembre 11:50 | Xina - Llarga Marxa 2E | Xina - Llarga Marxa 2E                          | Xina - Xichang LC-2                        | Xina - Xichang LC-2                        | Xina - CASC                                            | Xina - CASC                                            |
| 28 de desembre 11:50 | Estats Units - EchoStar 1 | EchoStar                                        | Geosíncrona                                | Comunicacions                              | En òrbita                                              | Operacional                                            |
| 28 de desembre 11:50 | Vol final del Llarga Marxa 2E |                                                 |                                            |                                            |                                                        |                                                        |
| 30 de desembre 13:48 | Estats Units - Delta II 7920-10 | Estats Units - Delta II 7920-10                 | Estats Units - Cape Canaveral LC-17A       | Estats Units - Cape Canaveral LC-17A       | Estats Units - Boeing IDS                              | Estats Units - Boeing IDS                              |
| 30 de desembre 13:48 | Estats Units - XTE | NASA                                            | Terrestre Baixa                            | Astronomia de raigs X                      | En òrbita                                              | Operacional                                            |

## Encontres espacials
| Data (GMT)    | Nau espacial | Esdeveniment                                           | Comentaris |
| ------------- | ------------ | ------------------------------------------------------ | ---------- |
| 7 de desembre | Galileo      | Descens a través de la subsonda de l'atmosfera joviana |            |
| 8 de desembre | Galileo      | Inserció òrbita joviana                                |            |
| sense data    | Ulysses      | Va passar sobre el pol nord solar                      |            |

## EVAs
| Inici Data/Hora      | Duració           | Hora Finalització | Nau espacial                            | Tripulació                                                                       | Comentaris |
| -------------------- | ----------------- | ----------------- | --------------------------------------- | -------------------------------------------------------------------------------- | --- |
| 9 de febrer 11:56    | 4 hores 39 minuts | 16:35             | STS-63 Transbordador espacial Discovery | Regne Unit/ Estats Units - Michael Foale · Estats Units - Bernard A. Harris, Jr. | Es va realitzar una prova de moure objectes de gran massa i es va prova l'efectivitat del nou control de temperatura de roba interior del vestit espacial per ser extret fora de la zona de càrrega útil pel RMS. |
| 12 de maig 04:20     | 6 hores 15 minuts | 10:35             | Mir EO-18 Kvant-2                       | Rússia - Vladímir Dejúrov · Rússia - Gennadi Strekalov                           | Es van realitzar les preparacions per l'arribada del mòdul Spektr. Es va instal·lar alguns cables elèctrics, es van ajustar els actuadors dels panells solars, i es va practicar el plegament dels panells solars del Kristall pel futur trasllat al Kvant-1. |
| 17 de maig 02:38     | 6 hores 42 minuts | 09:20             | Mir EO-18 Kvant-2                       | Rússia - Vladímir Dejúrov · Rússia - Gennadi Strekalov                           | Es van moure els panells solars del Kristall al Kvant-1. Els seus vestits espacials van començar a escassejar d'oxigen abans que poguessin tornar a instal·lar els plafons en el Kvant-1. |
| 22 de maig 00:10     | 5 hores 15 minuts | 05:25             | Mir EO-18 Kvant-2                       | Rússia - Vladímir Dejúrov · Rússia - Gennadi Strekalov                           | Es va completar la instal·lació dels panells solars reubicats en el Kvant-1. També es van plegar alguns panells per preparar el trasllat del Kristall. |
| 28 de maig 22:22     | 21 minuts         | 22:43             | Mir EO-18 base block                    | Rússia - Vladímir Dejúrov · Rússia - Gennadi Strekalov                           | Es va realitzar un passeig espacial dins el compartiment de transferència del bloc base de la Mir. En Dejúrov i Strekalov van reubicar el con d'acoblament delport -X al -Z. |
| 1 de juny 22:05      | 23 minuts         | 22:28             | Mir EO-18 base block                    | Rússia - Vladímir Dejúrov · Rússia - Gennadi Strekalov                           | Es treballa altre cop en el compartiment del bloc base de transferència despressuritzat, en Dejúrov i en Strekalov es van preparar per moure el mòdul Spektr recent arribat reubicant un con d'acoblament des del port -Z al port -Y. |
| 14 de juliol 03:56   | 5 hores 34 minuts | 09:30             | Mir EO-19 Kvant-2                       | Rússia - Anatoli Soloviov · Rússia - Nikolai Budarin                             | S'utilitza el braç Strela per moure el mòdul Spektr i es va alliberar els panells solars. També es va inspeccionar el port d'acoblament -Z i es va trobar intacte. |
| 19 de juliol 00:39   | 3 hores 8 minuts  | 03:47             | Mir EO-19 Kvant-2                       | Rússia - Anatoli Soloviov · Rússia - Nikolai Budarin                             | En Soloviov té problemes amb el sistema de refrigeració del vestit espacial Orlan-DMA, i van haver de romandre lligats a un enllaç umbilical en el Kvant-2. En Budarin era capaç de treballar el seu camí fins a l'altre extrem de la Spektr i fer alguns preparatius per a la instal·lació del espectòmetre d'infraroigs de la Mir (MIRAS). També es va recuperar el panell de raigs còsmics americà TREK que havia estat instal·lat en el Kvant-2 des del 1991. |
| 21 de juliol 00:28   | 5 hores 50 minuts | 06:18             | Mir EO-19 Kvant-2                       | Rússia - Anatoli Soloviov · Rússia - Nikolai Budarin                             | Es va utilitzar el braç Strela per arribar al mòdul Spektr, completant la instal·lació del MIRAS. |
| 16 de setembre 08:20 | 6 hores 46 minuts | 15:06             | STS-69 Transbordador espacial Endeavour | Estats Units - James S. Voss · Estats Units - Michael L. Gernhardt               | Es van instal·lar instruments tèrmics en la zona de càrrega útil. També es van provar les noves llums de protecció del vestit espacial. |
| 20 d'octubre 11:50   | 5 hores 16 minuts | 17:06             | Mir EO-20 Kvant-2                       | Rússia - Sergei Avdeyev · Alemanya - Thomas Reiter                               | Es va utilitzar el braç Strela per moure el mòdul Spektr i es va instal·lar diversos experiments en el European Space Exposure Facility. Reiter es va convertir en el primer cosmonauta de l'ESA i alemany en completar un EVA. |
| 8 de desembre 19:23  | 29 minuts         | 19:52             | Mir EO-20 base block                    | Rússia - Sergei Avdeyev · Rússia - Iuri Guidzenko                                | Des de l'interior del compartiment del bloc base de transferència sense pressió, en Avdeyev i en Guidzenko es va moure el con d'acoblament Konus del port -Z al +Z. |